# Bistra voda
«Bistra Voda» — песня, с которой  Grupa Regina представила Боснию и Герцеговину на конкурсе песни Евровидение 2009 в Москве. Название песни с боснийского языка переводится как «чистая вода». Участник группы Davor Ebner принимал участие в Боснийском отборе на Евровидение 2001 с группой Gruntibugli и с песней «Ko Mi Te Uze», заняв 7е место. Выпущены также русская и английская версии песни.

## Выбор
Песню «Bistra Voda» выбрали из 79 заявок. Для определения представителя Боснии и Герцеговины было специальное жюри.

## Выпуск
Презентация песни прошла 1-го марта. Транслировать песню будет телеканал PBSBIH.